# Adnan Zildžović
Adnan »Zildžo« Zildžović, bosansko-slovenski nogometaš in trener, * 28. oktober 1969, Brčko, Jugoslavija.
Zildžović je nekdanji nogometaš,ki je igral v zvezni vrsti kot ofenzivni vezist. Od leta 1986,ko je kariero začel v domačem kraju do leta 2001, ko jo je zaključil v Krškem je odigral 230 tekem  in zabil 55 golov. Igral je v treh državah za sedem klubov. Od leta 1995 do 1999 je odigral 50 prvoligaških tekem za Celje in Korotan. Od leta 2003 je slovenski državljan po poroki z ženo Nevenko s katero imata sina Alena (1.4.2000). Tudi njegov sin je nogometaš, ki trenutno igra za mladinsko selekcijo Brežic. Adnan je odigral je tudi trinajst tekem za nekdanjo skupno državo v selekciji do 18 leta sredi 80 - let. Adnan je trener z UEFA PRO  licenco in je v dosedanji desetletni trenerski karieri vodil osem klubov. Oktobra 2019 je postal trener BiH prvoligaša Zvijezda 09, med letoma 2022 in 2023 je vodil Rudar Velenje.